# Ryu Jae-moon
Đây là một tên người Triều Tiên, họ là Ryu.
Ryu Jae-moon (tiếng Hàn: 류재문; sinh ngày 8 tháng 11 năm 1993) là một cầu thủ bóng đá Hàn Quốc thi đấu ở vị trí tiền vệ thi đấu cho Daegu FC.

## Sự nghiệp
Anh ký hợp đồng với Daegu FC trước khi mùa giải 2015 khởi tranh.